# 1852
- Wikisource

| Calendário gregoriano                                                        | 1852 MDCCCLII                        |
| Ab urbe condita                                                              | 2605                                 |
| Calendário arménio                                                           | 1301 – 1302                          |
| Calendário bahá'í                                                            | 8 – 9                                |
| Calendário budista                                                           | 2396                                 |
| Calendário chinês                                                            | 4548 – 4549 Início a 20 de fevereiro |
| Calendário copta                                                             | 1568 – 1569                          |
| Calendário etíope                                                            | 1844 – 1845                          |
| Calendários hindus - Vikram Samvat - Calendário nacional indiano - Cáli Iuga | 1907 – 1908 1773 – 1774 4952 – 4953  |
| Calendário Holoceno                                                          | 11852                                |
| Calendário islâmico                                                          | 1268 – 1269                          |
| Calendário judaico                                                           | 5612 – 5613                          |
| Calendário persa                                                             | 1230 – 1231 Início a 21 de março     |
| Calendário rúnico                                                            | 2102                                 |
| Calendário solar tailandês                                                   | 2395                                 |

1852 (MDCCCLII, na numeração romana)  foi um ano bissexto do século XIX do actual Calendário Gregoriano, da Era de Cristo, e as suas letras dominicais foram D e C (53 semanas), teve  início a uma quinta-feira e terminou a uma sexta-feira.
| Ano completo                           |
| -------------------------------------- |
| Ano bissexto com início à quinta-feira |

## Eventos
- Fundação do Instituto Superior de Engenharia do Porto - ISEP.
- Fundação de Imperatriz, Maranhão, Brasil.
- Fundação de Mossoró, Rio Grande do Norte, Brasil.
- Fundação de São José do Rio Preto, São Paulo, Brasil.
- Criação da Companhia de Navegação do Amazonas por Irineu Evangelista de Souza.
- A Revolução Praieira é derrotada,  em Pernambuco.
- Fundação de Teresina, Piauí, Brasil.
- Fundação de Parintins, Amazonas, Brasil.
- Vitória aliada na Guerra do Prata, deposição de Juan Manuel de Rosas.
- Fundação do Estado de Buenos Aires.
- Fim do reinado de Jigme Norbu, Desi Druk do Reino do Butão (reinou em Thimphu) desde 1850.
- Fim do reinado de Chagpa Sangye, Desi Druk do Reino do Butão reinou desde 1851.
- Início do reinado de Damcho Lhundrup, Desi Druk do Reino do Butão reinou até 1856.
- Início do reinado de Kunga Palden, Desi Druk do Reino do Butão reinou até 1856.
- Fundação do Marco de Canaveses a 31 de março de 1852 por decreto de D. Maria II, por anexação dos concelhos de Benviver, Canaveses, Soalhães, Portocarreiro, parte dos de Gouveia e Santa Cruz de Riba Tâmega. A vila foi elevada a cidade em 1993.

## Janeiro
- 5 de Janeiro - Naufraga na Baía das Águas, ilha Terceira o brigue dinamarquês "Odin".

## Junho
- 24 de Junho - Friedrich Loeffler, médico, bacteriologista e higienista alemão (m. 1915).

## Agosto
- 18 de Agosto – Terremoto na ilha de São Miguel, Açores.

## Nascimentos
- 19 de janeiro - Robert Adamson, m. 1902, foi um filósofo escocês.
- 16 de fevereiro - Charles Taze Russell, religioso estadunidense (m. 1916).
- 11 de abril - Bérenger Saunière, padre francês.
- 12 de abril - Carl Louis Ferdinand von Lindemann, matemático alemão (m. 1939).
- 4 de maio - Alice Liddell, inspiradora do livro Alice no País das Maravilhas (m.1939).
- 14 de junho - Carlos Basilio Ezeta, presidente de El Salvador de 1890 a 1894 (m. 1903).
- 25 de junho - Antoni Gaudí - Arquiteto catalão.
- 12 de julho - Hipólito Yrigoyen presidente da Argentina de 1916 a 1922 e de 1928 a 1930 (m. 1933)..
- 21 de Novembro - Francisco Tárrega, compositor, pianista, violonista e professor de música espanhol do Período Romântico (m. 1909)
- 3 de Novembro -Imperador Mutsuhito( Meiji )trouxe revolução e mudanças no Japão (m.1912)

## Mortes
- 6 de Janeiro - Louis Braille, inventor do sistema Braille de escrita para cegos.
- 4 de Março - Nikolai Gogol, escritor russo (n. 1809).
- 15 de Maio - Louisa Catherine Johnson Adams, primeira-dama dos Estados Unidos (n. 1775)
- 14 de Setembro - Arthur Wellesley, 1.º Duque de Wellington (n. 1769).
- 26 de Outubro - Vincenzo Gioberti, filósofo e político italiano.
- 9 de Dezembro - Miguel do Sacramento Lopes Gama, o Padre Carapuceiro, jornalista, religioso e político brasileiro.
- 25 de Abril - Manuel Antônio Álvares de Azevedo, foi um escritor da segunda geração romântica brasileira.

## Por tema
- 1852 na arte
- 1852 no Brasil
- 1852 na ciência
- 1852 na literatura
- 1852 na música